# Simplex
Simplex ("semplice" in latino), nelle telecomunicazioni, è una modalità di trasmissione dei segnali secondo la quale l'invio delle informazioni attraverso un canale può avvenire in una sola direzione. 
Le entità coinvolte sono collegate, l'una ha sempre il ruolo di trasmittente, l'altra sempre il ruolo di ricevente, senza mai alternarsi, come avviene ad esempio nella televisione.
Si contrappone alla trasmissione half-duplex in cui la trasmissione può avvenire in entrambe le direzioni, sebbene non contemporaneamente. 

## Storia
Secondo la definizione dell'ITU-T, un circuito simplex è tale quando tutti i segnali possono scorrere in una sola direzione alla volta. Questo era anche il modo con cui la Western Union usava il termine quando descriveva il full-duplex e la capacità simplex del loro nuovo cavo sottomarino transatlantico appena completato tra Terranova e le Azzorre nel 1928. La stessa definizione per un canale radio simplex fu usata dalla National Fire Protection Association americana nel 2002.
Sono ritenute tecnologie di trasmissione dati superate, ormai siamo nella fattispecie delle diversità di velocità (isdn, adsl, fibre ottiche e successive wireless, banda larga ecc.), in full-duplex, che significa trasmissione in contemporanea nelle due direzioni.

## Definizione
Secondo la definizione dell'ANSI, un circuito simplex è tale quando tutti i segnali possono scorrere soltanto in una direzione. Questi sistemi vengono spesso usati nelle reti di broadcasting, dove i ricevitori non hanno bisogno di mandare alcun dato al trasmettitore.

### Esempi che rispettano la definizione dell'ANSI
- Le trasmissioni televisive
- Le trasmissioni radio commerciali (non in banda cittadina, etc.)
- Internet multicast